# Militärischer Führungsrat
Der Militärische Führungsrat (MFR) ist seit 1955 bestehendes deutsches militärisches Gremium, um unter Vorsitz des Generalinspekteurs der Bundeswehr gemeinsame Angelegenheiten der Streitkräfte zu erörtern sowie der streitkräftegemeinsamen Willensbildung und der Vorbereitung von Entscheidungen des Generalinspekteurs zu dienen, ohne dass dem Rat formale Entscheidungskompetenzen zukämen. Der Rat ist im Bundesministerium der Verteidigung angesiedelt. Teilnehmer sind neben dem Generalinspekteur dessen Stellvertreter sowie die Inspekteure der Teilstreitkräfte und der militärischen Organisationsbereiche.

## Geschichte
Der erste Generalinspekteur der Bundeswehr, Adolf Heusinger wurde am 22. November 1955 zum Vorsitzenden des neu eingerichteten Militärischen Führungsrates berufen, der als Beratungsgremium zur Unterrichtung der zivilen Führung des ebenfalls neuen Bundesministeriums der Verteidigung dienen sollte. Wenig später, am 8. Dezember 1955, konstituierte sich der Militärische Führungsrat in einer ersten Sitzung und hatte von da an folgende Aufgaben:
Seine Aufgabe war Studium der künftigen Kriegführung unter besonderer Berücksichtigung des Einsatzes von Kernwaffen auf den Gebieten der Gesamtkriegführung, der taktischen Führung und die Überprüfung und Koordinierung der taktischen Führungsvorschriften der Streitkräfte. Zudem sollten Vorschläge für den Einsatz der neuen westdeutschen Streitkräfte zur Verteidigung Westeuropas und deren Eingliederung in die Strukturen der NATO erarbeitet werden. Im Rahmen dieser Arbeit sollten und konnten auch Änderungsvorschläge zum militärischen System der NATO bzw. Stellungnahmen zu solchen Vorschlägen bearbeitet werden. Des Weiteren sollte die Organisation, die Ausbildung und die Verwendungsbereitschaft geplant und mit den jeweiligen militärischen Abteilungen koordiniert werden. Um eine Landesverteidigung aufzubauen, sollten außerdem Vorschläge für die Forderungen an die Wirtschaft und das Verkehrswesen der jungen Bundesrepublik gemacht werden. Ebenfalls zu diesem Themenfeld gehörte die Konzeptionierung der bodenständigen Verteidigung, deren Aufgaben, Gliederung und Dislozierung sowie personelle und materielle Ergänzung. Als letztes wichtiges Themenfeld wurde die Planung der Ausbildung der zukünftigen Generalstabsoffiziere, die Vorschläge für deren Auswahl sowie den Ausbildungsgang und die spätere Verwendung vom Militärischen Führungsrat bearbeitet.
Mitglieder des Militärischen Führungsrates waren nach der Umgliederung der militärischen Abteilungen in Führungsstäbe der Generalinspekteur der Bundeswehr, die Inspekteure der Teilstreitkräfte und der Inspekteur des Sanitäts- und Gesundheitswesens. Zudem nahm der Stellvertreter des Generalinspekteurs an den Sitzungen des Militärischen Führungsrates teil.
Die Stellung des Militärischen Führungsrates innerhalb der Organisation des Verteidigungsministeriums war zunächst nur provisorisch angelegt. Dies wurde von Verteidigungsminister Helmut Schmidt (SPD) im Blankeneser Erlaß vom 21. März 1970 festgelegt. Drei Jahre später, am 20. Juni 1973, ordnete sein Nachfolger Georg Leber (SPD) an, dass der Stellvertreter des Generalinspekteurs vollwertiges Mitglied des Militärischen Führungsrates ist.
Den Vorsitz des Militärischen Führungsrates hat seit jeher der Generalinspekteur, der auch die Tagesordnung festlegt. Nach Einrichtung der Streitkräftebasis im Jahre 2000 wurde der Inspekteur der Streitkräftebasis, der zudem auch zweiter Stellvertreter des Generalinspekteurs war, ebenfalls zum Mitglied im Militärischen Führungsrat. Mit der Aufstellung des neuen militärischen Organisationsbereichs Cyber- und Informationsraum am 1. April 2017 wurde auch der Inspekteur Cyber- und Informationsraum Mitglied.
Zuletzt formulierte der sogenannte Dresdner Erlass von 2012 die Aufgaben des Militärischen Führungsrates.

## Zusammensetzung
| Position                                        | Foto                             | Dienstgrad und Name                   | Uniformträgerbereich | Flagge |
| ----------------------------------------------- | -------------------------------- | ------------------------------------- | -------------------- | ------ |
| Generalinspekteur der Bundeswehr (Vorsitzender) | Generalinspekteur Carsten Breuer | General Carsten Breuer                | Heer                 |        |
| Desig. Stellvertreterin des Generalinspekteurs  |                                  | Generaloberstabsarzt Nicole Schilling | Luftwaffe            |        |
| Inspekteur des Heeres                           |                                  | Generalleutnant Alfons Mais           | Heer                 |        |
| Inspekteur der Marine                           |                                  | Vizeadmiral Jan Christian Kaack       | Marine               |        |
| Inspekteur der Luftwaffe                        |                                  | Generalleutnant Holger Neumann        | Luftwaffe            |        |
| Stv. Inspekteur der Streitkräftebasis           |                                  | Generalmajor Stefan Lüth              | Luftwaffe            |        |
| Inspekteur Cyber- und Informationsraum          |                                  | Vizeadmiral Thomas Daum               | Marine               |        |
| Inspekteur des Sanitätsdienstes                 |                                  | Generaloberstabsarzt Ralf Hoffmann    | Heer                 |        |